# Піньйор
Піньйор (гал. Piñor, ісп. Piñor) — муніципалітет в Іспанії, у складі автономної спільноти Галісія, у провінції Оренсе. Населення — 1401 осіб (2009).
Муніципалітет розташований на відстані близько 430 км на північний захід від Мадрида, 21 км на північний захід від Оренсе.
Муніципалітет складається з таких паррокій: Барран, А-Канда, Карбальєда, Койрас, А-Корна, Лоеда, Торсела.

## Демографія
Динаміка населення (INE ):

## Галерея зображень

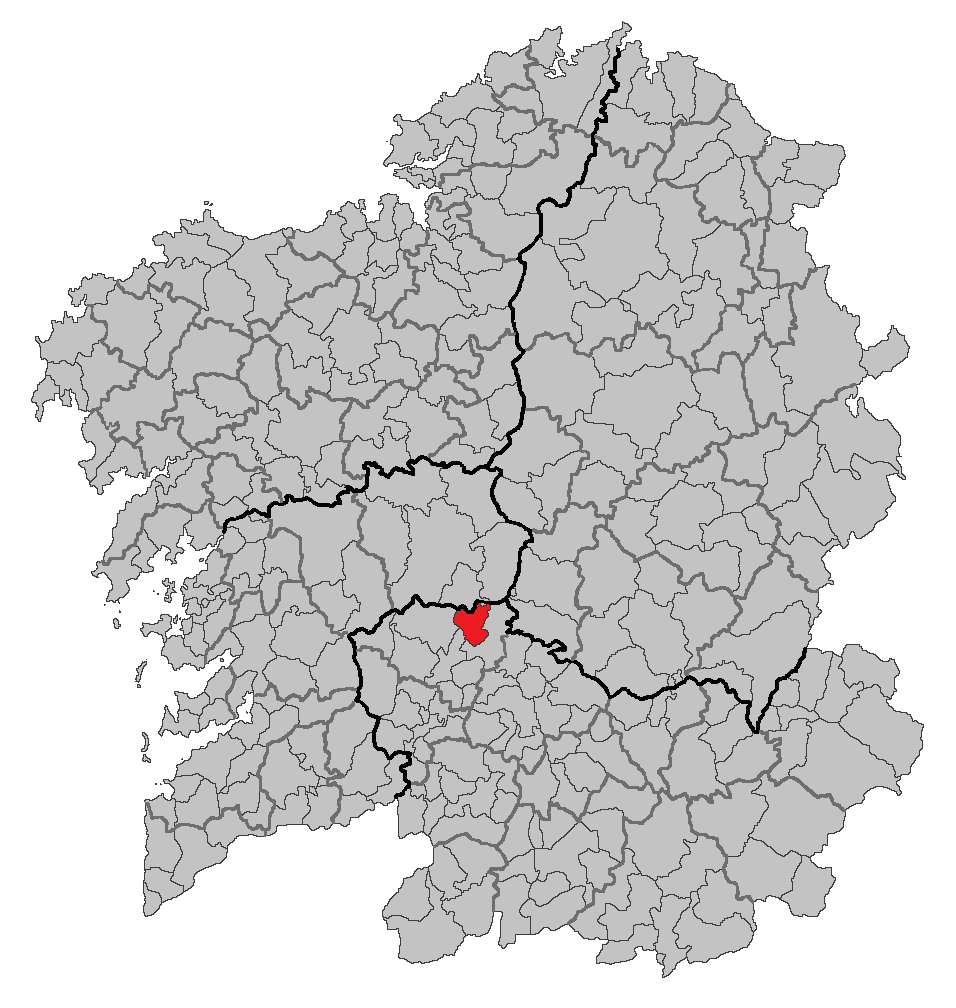
Розташування муніципалітету